# Lista de primeiros-ministros de Barbados

Escudo de armas da Barbados

O primeiro-ministro é o chefe de governo de Barbados. Esta é a lista dos premiers (entre 1954 e 1966) e dos primeiros-ministros de Barbados após 1966.

## Premiers (1954-1966)
| Nome                   | Mandato                | Mandato               | Partido político        | Monarca   |
| Nome                   | Inicio                 | Final                 | Partido político        | Monarca   |
| ---------------------- | ---------------------- | --------------------- | ----------------------- | --------- |
| Grantley Herbert Adams | 1 de fevereiro de 1954 | 17 de abril de 1958   | Barbados Labour Party   | Isabel II |
| Hugh Gordon Cummins    | 17 de abril de 1958    | 8 de dezembro de 1961 | Barbados Labour Party   | Isabel II |
| Errol Barrow           | 8 de dezembro de 1961  | 18 de novembro 1966   | Democratic Labour Party | Isabel II |

## Primeiros Ministros (1966-presente)
| Nome                 | Mandato               | Mandato               | Partido político        | Monarca   |
| Nome                 | Inicio                | Final                 | Partido político        | Monarca   |
| -------------------- | --------------------- | --------------------- | ----------------------- | --------- |
| Errol Barrow         | 18 de novembro 1966   | 8 de setembro de 1976 | Democratic Labour Party | Isabel II |
| J.M.G.M. (Tom) Adams | 8 de setembro de 1976 | 11 de março de 1985   | Barbados Labour Party   | Isabel II |
| Bernard St. John     | 11 de março de 1985   | 29 de maio de 1986    | Barbados Labour Party   | Isabel II |
| Errol Barrow         | 29 de maio de 1986    | 1 de junho de 1987    | Democratic Labour Party | Isabel II |
| Erskine Sandiford    | 1 de junho de 1987    | 7 de setembro de 1994 | Democratic Labour Party | Isabel II |
| Owen Seymour Arthur  | 7 de setembro de 1994 | 16 de janeiro de 2008 | Barbados Labour Party   | Isabel II |
| David Thompson       | 16 de janeiro de 2008 | 23 de outubro de 2010 | Democratic Labour Party | Isabel II |
| Freundel Stuart      | 23 de outubro de 2010 | 25 de maio de 2018    | Democratic Labour Party | Isabel II |
| Mia Mottley          | 25 de maio de 2018    | presente              | Barbados Labour Party   | Isabel II |